# Čuvaški jezik
Čuvaški jezik (ISO 639-3: chv) jedini je živući ogurski jezik turkijske skupine jezika, a njime govori oko 1 640 000 ljudi (popis iz 2002.) u Rusiji. 
Čuvaškim govore Čuvaši, narod naseljen u Čuvašiji u Rusiji. Postoje dva glavna dijalekta kojim se služe njihove lokalne skupine Brdski Čuvaši (Вирьял, Тури; Virjal), koji govore virjalskim dijalektom; Livadski Čuvaši (анат енчи; anat jenči); i Anatri (Анатри), koji govore anatrijskim dijalektom (анатри).
Oko 200 000 ljudi govori njime kao drugim jezikom. Na njemu izlaze novine, radioprogram... Piše se ćirilicom.

## Vanjske poveznice
- Ethnologue (14th)
- Ethnologue (15th)
- Эктор Алос-и-Фонт: Преподавание чувашского языка и проблема языкового поведения родителей, Чувашский государственный институт гуманитарных наук, 2015, Шупашкар
- Ekrem Čaušević: Tschuwaschisch. u: M. Okuka (ur.): Lexikon der Sprachen des europäischen Ostens. Klagenfurt (Wieser Enzyklopädie des europäischen Ostens 10) 2002. S. 811. Arhivirana inačica izvorne stranice od 9. ožujka 2006. (Wayback Machine)